# Denis Leary
Denis Colin Leary (18 d'agost del 1957, Worcester, Massachusetts) és un actor estatunidenc que ha estat candidat a l'Emmy i guanyador d'un Globus d'Or. Estudià a l'Emerson College a Boston. Ha treballat en diverses sèries de televisió i pel·lícules (especialment romàntiques i comèdies) des del 1987, any en què feu el seu debut a la pel·lícula Long Walk to Forever, incloent Small Soldiers i Ice Age (on fa la veu de Diego). Actualment protagonitza la sèrie Rescue me.
Leary és fill d'irlandesos catòlics immigrants. La seva mare, Nora, era una criada. El seu pare, John Leary, era mecànic. Els seus pares són de Killarney, Country Kerry, Irlanda; de mode que Learly té nacionalitat ambigua. Es graduà a Saint Peter-Marian High School, a Worcester. Per matrimoni, leary és una espècie de cosí llunyà de Conan O'Brien, el conductor de televisió.

## Filmografia
| Any  | Pel·lícula                                                                 | Personatge                |
| ---- | -------------------------------------------------------------------------- | ------------------------- |
| 1987 | Long Walk to Forever                                                       | Newt                      |
| 1991 | Strictly Business                                                          | Jake                      |
| 1993 | The Sandlot                                                                | Bill                      |
| 1993 | Who's the Man?                                                             | Sargent Cooper            |
| 1993 | Demolition Man                                                             | Edgar Friendly            |
| 1993 | Amb l'arma a punt (Loaded Weapon 1)                                        | Mike McCracken            |
| 1993 | Judgment Night                                                             | Fallon                    |
| 1994 | The Ref                                                                    | Gus                       |
| 1994 | Gunmen                                                                     | Armor O'Malley            |
| 1994 | Nascuts per matar (Natural Born Killers)                                   | Prison Inmate             |
| 1995 | National Lampoon's Favorite Deadly Sins                                    | Jake                      |
| 1995 | Operation Dumbo Drop                                                       | CW3 David Poole           |
| 1995 | The Neon Bible                                                             | Frank                     |
| 1996 | Underworld                                                                 | Johnny Crown/Johnny Alt   |
| 1996 | Cors robats (Two If by Sea)                                                | Francis "Frank" O'Brien   |
| 1997 | The Second Civil War                                                       | Vinnie Franko             |
| 1997 | I l'amor va arribar (Love Walked In)                                       | Jack Hanaway              |
| 1997 | Subway Stories                                                             | Un noi en cadira de rodes |
| 1997 | La cortina de fum (Wag the Dog)                                            | Fad King                  |
| 1997 | Suicide Kings                                                              | Lono Veccio               |
| 1997 | The Real Blonde                                                            | Doug                      |
| 1997 | The MatchMaker                                                             | Nick                      |
| 1998 | Monument Ave.                                                              | Bobby O'Grady             |
| 1998 | Els primers amics (Wide Awake)                                             | Mr. Beal                  |
| 1998 | Small Soldiers                                                             | Gil Mars                  |
| 1998 | A Bug's Life                                                               | Francis                   |
| 1999 | Execució imminent (True Crime)                                             | Bob Findley               |
| 1999 | Jesus' Son                                                                 | Wayne                     |
| 1999 | Do Not Disturb                                                             | Simon                     |
| 1999 | El secret de Thomas Crown (The Thomas Crown Affair)                        | Detectiu Michael McCann   |
| 2000 | Sand                                                                       | Teddy                     |
| 2000 | Lakeboat                                                                   | El bomber                 |
| 2000 | Embolic a l'Havana (Company Man)                                           | Oficial Fry               |
| 2001 | Doble contratemps (Double Whammy)                                          | Detectiu Raymond Pluto    |
| 2001 | Final                                                                      | Bill                      |
| 2002 | Dawg                                                                       | Douglas "Dawg" Munford    |
| 2002 | Ice Age: L'edat de gel (Ice Age)                                           | Diego                     |
| 2002 | The Secret Lives of Dentists                                               | Slater                    |
| 2003 | When Stand Up Stood Out                                                    | Ell mateix                |
| 2003 | The Curse of the Bambino                                                   | Ell mateix                |
| 2003 | Reverse of the Curse of the Bambino                                        | Ell mateix                |
| 2006 | Ice Age 2: El desglaç (Ice Age: The Meltdown)                              | Diego                     |
| 2008 | Recount                                                                    | Michael Whouley           |
| 2009 | Ice Age 3: L'origen dels dinosaures (Ice Age: Dawn of the Dinosaurs)       | Diego                     |
| 2012 | The Amazing Spider-Man                                                     | George Stacy              |
| 2012 | Ice Age 4: La formació dels continents (Ice Age: Continental Drift)        | Diego                     |
| 2014 | Draft Day                                                                  | Entrenador Penn           |
| 2014 | The amazing Spider-Man 2: El poder de l'Electro (The Amazing Spider-Man 2) | George Stacy              |
| 2015 | Freaks of Nature                                                           | Rick Wilson               |
| 2016 | Ice Age. El gran cataclisme (Ice Age: Collision Course)                    | Diego                     |
| 2023 | Spider-Man: creuant el Multivers (Spider-Man: Across the Spider-Verse)     | Diego                     |